# 费迪南·阿尔基耶
费迪南·阿尔基耶（法語：Ferdinand Alquié，法語：[alkje] ⓘ；1906年12月18日—1985年2月28日），法国哲学家。1978 年成为道德与政治学院会员。
1931年至1945年间，他在多个省和巴黎的中学担任教授，后来在蒙彼利埃和索邦大学工作，直到1979年退休。